# Don't say "lazy"
《Don't say "lazy"》是2009年日本TBS系電視動畫《K-ON!》的片尾曲，由劇中的校園樂團「櫻高輕音部」演唱。2009年4月22日由Pony Canyon發行單曲，分為初回限定盤和通常盤兩種版本。單曲內含兩首歌及其伴奏，另一首為《Sweet Bitter Beauty Song》。同期片頭曲《Cagayake!GIRLS》亦作為單曲同日發售。
「櫻高輕音部」是指《K-ON!》中登場的四位主角——平澤唯、秋山澪、田井中律、琴吹紬——組成的演奏團體。實際上演唱的是四名角色的聲優，即豐崎愛生、日笠陽子、佐藤聰美和壽美菜子。《Don't say "lazy"》由日笠陽子（飾演秋山澪）主唱，其餘三人伴唱。
本單曲分為初回限定盤和通常盤兩個版本，唱片封面不同，並沒有附送如握手券或活動先行預約券等贈品。

## 銷量紀錄
本單曲跟片頭曲《Cagayake!GIRLS》在正式發售前，曾在Amazon動畫、遊戲音樂類別的銷售排行榜上得首兩名。
《Don't say "lazy"》於2009年4月21日以2.0萬張的銷量奪得Oricon公信榜單曲每日排行榜的第3名，《Cagayake!GIRLS》亦以1.9萬張的銷量拿下同日第4名。其後《Don't say "lazy"》和《Cagayake!GIRLS》曾於同一天佔據日榜頭兩名。
本單曲於發售首周在Oricon公信榜單曲周榜上奪得第2名，《Cagayake!GIRLS》亦獲同榜第4名。兩張單曲自發售起連續三星期排在該榜的頭十名；第二星期分別為第2名和第4名，第三星期分別為第5名和第6名。最終分別以約11.5萬張和10.4萬張的銷量於2009年5月單曲周榜上奪得第3名和第4名。這是繼L'Arc〜en〜Ciel後，時隔11年再有藝人以同時發行的多張單曲連續三星期或以上佔據該單曲周榜的頭十名。另外，兩張單曲自發售起連續七星期排在該榜的頭30名。
本單曲於2009年5月獲日本唱片協會認證為金唱片；手機全曲下載於2009年8月獲認證為金，2010年5月獲認證為白金。
2013年，多玩國旗下的動畫網站「Animelo」（アニメロ）於十週年之際公布過往十年的總排行榜，《Don't say "lazy"》在「手機全曲下載排行榜」中排第2名，排名高於《only my railgun》、《Connect》、《God knows...》等歌曲。

## 獎項
2009年，《Don't say "lazy"》獲得第14屆神戶動畫獎的主題曲獎。同年亦在Animage舉辦的動畫部門中獲選為第1名。

## 現場演出
「放學後TEA TIME」的五位聲優（「櫻高輕音部」加上飾演中野梓的竹達彩奈）曾於《K-ON!》的兩個演唱會《K-ON! LIVE活動 ~Let's Go!~》、《K-ON!! LIVE活動 ～Come with Me!!～》演唱該動畫的歌曲，其中都包括《Don't say "lazy"》。
2019年9月1日，適逢《K-ON!》播映十週年，「放學後TEA TIME」的五位聲優在埼玉超級競技場舉辦的「Animelo Summer Live 2019 -STORY-」演唱會第三日中作為神秘嘉賓登場，演唱了《Don't say "lazy"》和《GO! GO! MANIAC》，現場歡呼聲雷動。

### 翻唱
女子樂團SCANDAL曾於2009年8月13日播映的《MUSIC JAPAN》「新世紀動畫歌曲特輯」中翻唱《Don't say "lazy"》。執行製行人石原真原本是想直接邀請「櫻高輕音部」的多名聲優出演，但因製作委員會牽連甚廣等原因而未能實現，故唯有邀請SCANDAL翻唱該曲。2010年11月3日，中川翔子和SCANDAL亦在由Animax舉行的「ANIMAX MUSIX FALL 2010」演唱會中合唱《Don't say "lazy"》。
2017年8月26日，三森鈴子和茅原實里「Animelo Summer Live 2017 -THE CARD-」演唱會第二日作為神秘嘉賓登場，合唱《Don't say "lazy"》一曲。
2019年，製作《K-ON!》的動畫公司京都動畫的第一工作室於7月18日遭縱火，並導致嚴重死傷後，同位於京都市伏見區的伏見稻荷大社在7月21日舉行的本宮祭神賑行事中以尺八和三味線獻奏了《Don't say "lazy"》。演奏該曲的「KIZEN×JACK」（尺八演奏家大山貴善和三味線手寂空-JACK-組成的團體）因「感到京都動畫是創造現代京都文化的象徵之一」，「作為創作人，想對世界級的創作者展示最大的尊重」，故決定演奏動畫歌曲。至於在眾多京都動畫的歌曲為何選中《Don't say "lazy"》，他們表示原因在於其正面的歌詞。
手機遊戲《BanG Dream! 少女樂團派對》收录了该翻唱版本，由作品中乐队组合Afterglow（美竹兰/佐仓绫音）演唱，以及收录于2019年3月16日發行的專輯《BanG Dream! 少女樂團派對翻唱合集Vol.6》。有趣的是，同一翻唱乐队中角色鼓手宇田川巴的声优日笠阳子，正是原唱乐队中角色贝斯手兼主唱秋山澪。

## 收錄曲目
1. Don't say "lazy" [4:24]
作詞：大森祥子；作曲：前澤寬之；編曲：小森茂生
電視動畫《K-ON!》片尾曲。
2. Sweet Bitter Beauty Song [4:26]
作詞：大森祥子；作曲：田村信二；編曲：小森茂生
3. （instrumental）
4. Sweet Bitter Beauty Song（instrumental）